# Брабант
Херцогство Брабант (на нидерландски: Hertogdom Brabant; на френски: Duché de Brabant) е историческа васална държава в Западна Европа през Средните векове, част от Свещената Римска империя. Територията на Херцогство Брабант съвпада приблизително с днешната провинция Северен Брабант в Нидерландия и провинциите Фламандски Брабант, Валонски Брабант и Антверпен и Столичния регион Брюксел в Белгия. По-големи градове в Брабант са Брюксел, Антверпен, Льовен, Бреда, 'с-Хертогенбос.
Брабант се обособява като графство в края на ІХ в., по времето на Каролингите, като по-късно става част от Свещената Римска империя. През 1085 г. графството е въздигнато в ландграфство, а сто години по-късно, през 1185 г. ландграфство Брабант е преобразувано в херцогство в рамките на Долна Лотарингия. Първоначално то включва ограничена територия западно от съвременния Брюксел, но в края на 12 век, след разпокъсването на Долна Лотарингия, нейните владетели започват да се наричат херцози на Брабант и Долна Лотарингия, като разпростират наименованието Брабант върху остатъците от своите владения.

## Историческа справка

### Графове на Ено
Родът Брабант води началото си от франкския граф Гизелберт, който взема за съпруга Ермберга, дъщеря на франкския император Лотар I и получава владението Брабант. Негови деца са: Райнер I († ок. 916), владетел на Ено, женен за Ирмгарда (Ерментруда), дъщеря на франкския крал Луи II; Гизелберт (†939), получил властта над херцогство Лотарингия чрез брака си с Герберга, дъщеря на германския крал Хайнрих I Птицелов; Вилтруда, съпруга на баварския херцог Бертхолд I; Герберга, омъжена за граф Албер I дьо Вермандоа. Райнер II (†932), втори син на граф Райнер I, се жени за Аликс, дъщеря на бургундския крал Ришар. Първородният им син – Райнер III (†977) получава в наследство графство Ено и го завещава на сина си Райнер IV (†1013), който взема за съпруга Хедвига, дъщеря на френския крал Хуго Капет. Синът им Райнер V († 1029) сключва брак с Матилда, дъщеря на лотарингския херцог Херман. Единствената им дъщеря Рихилда става съпруга на фландърския граф Бодуен VI и му предава владетелските права над бащиното си графство Ено.

### Графове на Льовен и Брюксел, ландрафове на Брабант, херцози на Долна Лотариния
Вторият син на граф Райнер II, Рудолф (†944), оставя своите владения в Тюрингия на единствения си син Ламберт І фон Льовен (‡ 1015). Негови наследници по права линия са: Ламберт ІІ (†1062) и Анри І (†1038); Анри ІІ (1020 – 1078), син на Ламберт ІІ; Жофруа І (1060 – 1139), син на Анри ІІ. Жофруа І, херцог на Долна Лотарингия (Готфрид V 1106 – 1125, 1138 – 1139) има многобройно потомство от съпругата си Ида. Дъщеря му Аделаида е втора съпруга на английския крал Хенри I. Първородният му син Жофруа ІІ (1107 – 1142) е баща на Аделаида, съпруга на полския крал Мешко III; Жофруа ІІІ (1140 – 1190); Албрехт II (†1211), граф на Дагсбург. Последният има от брака си Гертруда, дъщеря на маркграф Херман III фон Баден, дъщеря на име Гертруда, която става съпруга първо на лотарингския херцот Теобалд I, а след като овдовява – на граф Тибо I дьо Блоа-Шампан, крал на Навара.

### Херцози на Брабант и Долна Лотарингия, графове на Льовен
Жофруа ІІІ, ландграф на Брабант, ма два брака: с Маргарита, дъщеря на Хайнрих II фон Лимбург и с Имагина, дъщеря на граф Лудвиг I фон Лоон. Наследен е от първородния си син Хендрик І (ок. 1165 – 1235), получил през 1186 г. титлата „херцог на Брабант“. Неговата първа съпруга е Матилда, дъщеря на лотарингския херцог Матийо I. След смъртта ѝ се жени за Мария, дъщеря на френския крал Филип II. Мнообройните му дъщери са съпруги на влиятелни феодали в Нидерландия и Германия. Най-голямата, Маргарита, е дадена за жена на херцог Герхард IV фон Гелдерн. Втората, Матилда, склюва брак първо с пфалцграфа на Рейнска област Хайнрих VI, а след смъртта му – с холандския граф Флоренс IV. Третата, Аликс, е съпруга на граф Арнолд III ван Лооц, а след като овдовява – на граф Гийом IX д’Оверн. Четвъртата дъщеря на херцог Хендрик І, Мария, е омъжена за германския император Ото IV. Петата, Елизабет, става съпруга на княз Дитрих VI фон Клеве, а след като овзовява се омъжва за граф Герхард фон Лимбург. След смъртта на Хендрик І херцогство Брабант е наследено от сина му Хендрик ІІ (1207 – 1248). Чрез първия си брак с Мария, дъщеря на Филип Швабски, той се сродява с германската императорска фамилия, а след като овдовява се жени за София, дъщеря на тюрингския ландграф Лудвиг IV. Първата от дъщерите му, Мария, става съпруга на баварския херцог Лудвиг II фон Вителсбах. Втората, Матилда, сключва брак най-напред с граф Робер I д'Артоа, а след смъртта му – с граф Ги II дьо Шатийон-Сен Пол. Третата от дъщерите му, Беатрикс, се омъжва за Хайнрих Распе IV, ландграф на Тюрингия, а след като овдовява – за фландърския граф Гийом (Вилхелм) II. Четвъртата, Елизабет, сключва брак с херцог Албрехт I фон Брауншвайг. Херцог Хендрик ІІ има и двама синове, носещи неговото име. По-младият от тях получава в наследство от майка си, тюрингската принцеса София, ландграфство Хесен и управлява там под името Хайнрих I (1263 – 1309). Той е родоначалник на на династията Хесен. По-големият, Хендрик ІІІ (ок. 1231 – 1261), наследява баща си като херцог на Брабант. Той е женен за Аликс (Аделаида), дъщеря на бургундския херцог Хуго IV. Неговата дъщеря Мария става френска кралица чрез брака си с Филип III. Синът му Йохан (Ян, Жан) І Победител (1253 – 1294) има два брака: с Маргарита, дъщеря на френския крал Луи IX Свети и с дъщерята на фландърския граф Ги I дьо Дампиер, която също носи името Маргарита. Има син, който го наследява като херцог на Брабант под името Йохан (Ян, Жан) ІІ (1275 – 1312) и две дъщери. По-голямата Мария е омъжена за граф Амадей V Савойски, а по-малката Маргарита – за германския император Хайнрих VII фон Люксембург. Йохан (Ян, Жан) ІІ взема за съпруга Маргарита, дъщеря на английския крал Едуард I Плантадженет. Синът им Йохан (Ян, Жан) ІІІ (1300 – 1355) е следващият врадетел на Брабант. Неговите деца, родени от Мария, дъщеря на граф Луи д’Еврьо, са последното поколение на рода Брабант. От дъщерите му Йохана (Жана) (1322 – 1406) става съпруга първо на холандския граф Гийом (Вилхелм) IV, а след смъртта му се омъжва за херцог Венцел I фон Люксембург. Маргарита сключва брак с фландърския граф Лодевейк II, а Мария – с херцог Райналд III фон Гелдерн. Най-големият му син Йохан (†1345), няма наследници от двата си брака: с Мария, дъщеря на френския крал Филип VI и с Изабела д’Ено. Умира преди баща си. Подобна е съдбата и на по-малкия му брат Готфрид (†1350), чийто брак с Бона, дъщеря на херцог Пиер I дьо Бурбон, също остава без наследници. След смъртта на херцог Йохан (Ян, Жан) ІІІ през 1355 г., короната получава зет му Венцел I фон Люксембург, но тъй като той също няма деца, Брабант преминава под властта нафландърските графове, като наследство на принцеса Маргарита.
След смъртта на Венцел през 1383 г., съпругата му Жана посочва за своя наследница племенницата си, графинята на Фландрия Маргрета и нейният съпруг Филип II Бургундски. През 1404 г. те преотстъпват правата си за херцог на Брабант на втория си син Антуан. През 1430 година титлата е наследена от Филип III Добрия, херцог на Бургундия, а през 1477 година преминава към Хабсбургите като част от зестрата на Мария Бургундска. След Осемдесетгодишната война (1568 – 1648 г.) Брабант е разделен, като северната му част е присъединена към Нидерландия, а южната остава владение на Хабсбургите до края на 18 век.

## Владетели на Брабант

### Графове на Льовен и Брюксел
- Ламберт І (950 – 1015) (988 – 1015), син на Райнер II, граф на Ено; граф на Льовен (988 – 1015); граф на Брюксел (994 – 1015)
- Анри І (†1038) (1015 – 1038)
- Ото († ок. 1041) (1038 – 1040)
- Ламберт ІІ (†1062) (1040 – 1062), чичо на Ото, син на Ламберт І
- Анри ІІ (1020 – 1078) (1062 – 1078), син на предходния
- Анри ІІІ (†1095) (1078 – 1095), син на предходния, от 1085 ландграф на Брабант

### Ландграфове на Брабант, графове на Льовен и Брюксел, херцози наДолна Лотарингия
- Жофруа І (1060 – 1139) (1095 – 1139), син на Анри ІІ; херцог на Долна Лотарингия (Готфрид V 1106 – 1125, 1138 – 1139)
- Жофруа ІІ (1107 – 1142) (1139 – 1142), син на предходния, херцог на Долна Лотарингия (Готфрид VI 1139 – 1143)
- Жофруа ІІІ (1140 – 1190) (1143 – 1190), син на предходния, от 1185 г. херцог; херцог на Долна Лотарингия (Готфрид VII 1143 – 1190)

### Херцози на Брабант и Долна Лотарингия, графове на Льовен
- Хендрик І (ок. 1165 – 5.9.1235) (1190 – 1235), син на Жофруа ІІІ, граф на Брюксел (1179 – 1235); граф на Льовен и Лотие (1190 – 1235)
- Хендрик ІІ (1207 – 1.2.1248) (1235 – 1248), син на предходния
- Хендрик ІІІ (ок. 1231 – 28.2.1261) (1248 – 1261)
- Хендрик IV (ок. 1251 – 1272) (1261 – 1272)

### Херцози на Брабант и Лимбург
- Йохан (Ян, Жан) І Победител (1253 – 3.5.1294) (1268 – 1294), втори син на Анри ІІІ
- Йохан (Ян, Жан) ІІ (27.9.1275 – 27.10.1312) (1294 – 1312)
- Йохан (Ян, Жан) ІІІ (1300 – 5.12.1355) (1312 – 1355)
- Йохана (Жана) (24.6.1322 – 1.11.1406) (1355 – 1406), 1-ви брак през 1334 г. с Гийом ІІ Д′Авен (1307 – 1345), граф на Ено и граф на Холандия; 2-ри брак през 1352 г. с Венцел (1337 – 1383), херцог на Люксембург

### Младши Бургундски дом
- Антуан (1.8.1384 – 25.10.1415) (1406 – 1415)
- Жан IV (11.6.1403 – 17.4.1427) (1415 – 1427)
- Филип (25.7.1403 – 4.8.1430) (1427 – 1430), 2-ри син на Антуан, граф дьо Сен Пол
- Филип Добрия (31.7.1396 – 15.6.1467) (1430 – 1467), братовчед на Филип, син на Жан Безстрашни, херцог на Бургундия (Филип III Добрия 1419 – 1467)
- Шарл Смели (10.11.1433 – 5.1.1477) (1467 – 1477); херцог на Бургундия (1467 – 1477)
- Мария Бургундска (13.2.1457 – 27.3.1482) (1477 – 1482)
- Максимилиан I (22.3.1459 – 12.1.1519) (1482 – 1494), съпруг на Мария Бургундска, херцог на Люксембург (1477 – 1482); император на СРИ (1508 – 1519)
- Филип Красивия (22.7.1478 – 25.9.1506) (1494 – 1506); крал на Испания (1504 – 1506)
- Карл V (24.2.1500 – 21.9.1558) (1506 – 1549); император на СРИ (1530 – 1558)

От 1549 г. херцогство Брабант влиза в състава на Испанска Нидерландия